# Pieter Zeeman
Pieter Zeeman (Schouwen-Duiveland, 25 de maio de 1865 — Amsterdam, 9 de outubro de 1943) foi um físico neerlandês.

## Vida e obra
Pieter Zeeman nasceu em Zonnemaire, uma pequena cidade na ilha de Schouwen-Duiveland, Holanda, filho de Catharinus Forandinus Zeeman, um ministro da Igreja Reformada Holandesa, e de Willemina Worst.
Estudou na Universidade de Leiden, e foi professor em Amesterdão em 1897. Em 1900 foi promovido a professor de física na Universidade de Amsterdã.
Recebeu em 1902 o Nobel de Física, juntamente com Hendrik Lorentz, por seu trabalho sobre as radiações eletromagnéticas.

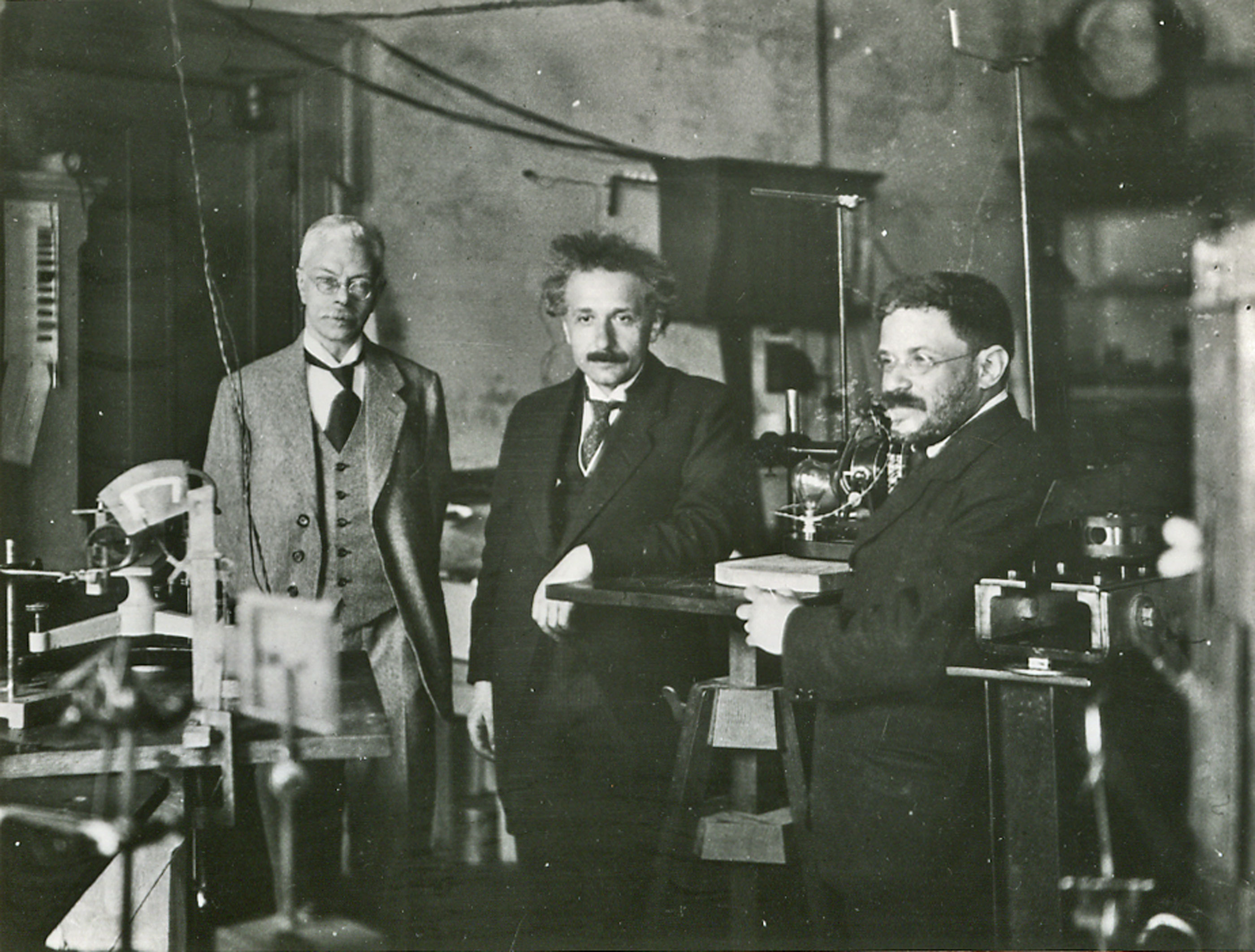
Albert Einstein (centro) visitando Pieter Zeeman (esquerda) em Amsterdam, com seu amigo Paul Ehrenfest (ca. 1920).

Em 1898 Zeeman foi eleito membro da Academia Real das Artes e Ciências dos Países Baixos, em Amsterdã, e serviu como seu secretário-1912-1920. Ele ganhou a Medalha Henry Draper em 1921, e vários outros prêmios e títulos honoríficos. Zeeman também foi eleito membro estrangeiro da Royal Society em 1921. Aposentou-se como professor em 1935.
Zeeman morreu em 9 de Outubro de 1943 em Amesterdão, e foi sepultado em Haarlem.